# Deftones (음반)
| 전문가 평가          | 전문가 평가 |
| 총 점수              | 총 점수     |
| 출처                 | 점수        |
| -------------------- | ----------- |
| 메타크리틱           | 74/100      |
| 평가 점수            |             |
| 출처                 | 점수        |
| AllMusic             | [ 2 ]       |
| Dot Music            | (8/10)      |
| E! Online            | [ 4 ]       |
| Entertainment Weekly | B           |
| Playlouder           | [ 6 ]       |
| Q                    | [ 4 ]       |
| Rolling Stone        | [ 7 ]       |
| Pitchfork            | (4.7/10)    |
| Spin                 | [ 9 ]       |

《Deftones》는 매버릭 레코드가 2003년 5월 20일에 발매한 미국의 얼터너티브 메탈 밴드 데프톤스의 네 번째 스튜디오 음반이다. 이 음반은 밴드의 이전 음반들보다 더 광범위한 음악 스타일을 특징으로 하고 있는데, 그들의 무거운 곡들 중 일부부터 기분 좋은 트립합과 슈게이징의 영향까지 다양하다. 이 음반은 테리 데이트가 2020년 《Ohms》까지 프로듀싱한 마지막 음반이었지만, 그는 그들의 미발표 음반 《Eros》를 프로듀싱했다.

## 배경
원래 《Lovers》라는 제목이 붙은 이 음반은 가수 치노 모레노가 《Lovers》가 소재의 맥락에서 너무 명백하다고 생각했기 때문에 대신 같은 이름의 제목이 붙여졌다(이전 타이틀곡 〈Lovers〉는 영국 〈Hexagram〉 싱글에서 A-사이드와 B-사이드로 등장했다). 데이트는 스튜디오에서 일하는 밴드의 느린 속도에 좌절했다.

## 음악 스타일
《Deftones》는 다양한 장르의 다양한 아이디어로 구성된 다양한 음반이다. 프랭크 델가도가 턴테이블을 뒤로하고 키보드와 신시사이저 연주에 집중했기 때문에 이전의 노력과는 많이 다른 느낌이 든다. 대부분의 음반 곡들은 밴드의 낮은 G# 튜닝과 모레노의 높은 비명을 폭넓게 사용하여 밴드의 카탈로그에서 가장 무거운 곡들을 만들어냈다. 한편, 트랙 〈Lucky You〉는, 모레노의 사이드 프로젝트 팀 슬리프의 DJ 크룩과 틴피드의 보컬 레이 오스번이 참여한 어둡고 부드러운 트립합의 영향을 받은 곡이다. 그랜드 피아노와 장난감 피아노가 애절한 〈Anniversary of an Uninteresting Event〉에 등장했다.
트립합의 영향 외에도, 특히 〈Minerva〉라는 노래와 관련하여 중요한 슈게이징 요소들이 음반에서 언급되었다.

## 상업적 성과
이 음반은 미국에서 발매된 첫 주에 167,000장이 팔렸고, 빌보드 200에서 스테인드의 《14 Shades of Grey》에 이어 2위로 데뷔했다. 이 음반은 밴드가 지금까지 가장 높은 순위를 기록한 음반이었고, 2005년까지 미국에서 492,000장이 넘게 팔렸다. 출시 두 달 만에 미국 음반 산업 협회에 의해 골드를 인증받았다. 이 음반은 캐나다 음반 차트에서도 1위로 데뷔하여 캐나다에서 발매 첫 주에 10,700장이 팔렸다.

## 곡 목록
모든 곡들은 특별한 언급이 없는 한 데프톤스에 의해 작사/작곡하였다.
| #   | 제목                                      | 작사·작곡         | 재생 시간 |
| --- | ----------------------------------------- | ----------------- | --------- |
| 1.  | 〈Hexagram〉                              |                   | 4:11      |
| 2.  | 〈Needles and Pins〉                      |                   | 3:21      |
| 3.  | 〈Minerva〉                               |                   | 4:18      |
| 4.  | 〈Good Morning Beautiful〉                |                   | 3:28      |
| 5.  | 〈Deathblow〉                             |                   | 5:28      |
| 6.  | 〈When Girls Telephone Boys〉             |                   | 4:36      |
| 7.  | 〈Battle-Axe〉                            |                   | 5:02      |
| 8.  | 〈Lucky You〉 (Feat. 레이 오스번)         | 데프톤스, DJ 크룩 | 4:11      |
| 9.  | 〈Bloody Cape〉                           |                   | 3:37      |
| 10. | 〈Anniversary of an Uninteresting Event〉 |                   | 3:57      |
| 11. | 〈Moana〉                                 |                   | 5:04      |

## 인증
| 국가                       | 인증 | 판매량/출하량 |
| -------------------------- | ---- | ------------- |
| 캐나다 (뮤직 캐나다)       | 골드 | 50,000^       |
| 영국 (BPI)                 | 실버 | 60,000^       |
| 미국 (RIAA)                | 골드 | 500,000^      |
| ^출하량을 기반으로 한 인증 |      |               |